# 사법살인
사법살인(司法殺人, 독일어: Justizmord 유슈티츠모르트[*])이란 죄가 없음에도 법률에 따라 사형 선고를 받아 형이 집행된 것을 말한다. 안나 괼디(Anna Göldi) 재판, 암보이나 사건(영국측에서만), 진보당 조봉암 사건, 인민혁명당 사건이 그 예에 들어간다.